# Степова зоря
«Степова зоря» — україномовне районне періодичне видання, громадсько-політична газета, що видається у селищі Петропавлівка Дніпропетровської області.
Засновники газети — приватне підприємство «Редакція газети “Степова зоря”» та трудовий колектив редакції газети.
Редакторка та керівниця газети — Ірина Сергіївна Ситнік. Наклад періодичного видання становить 2700 примірників.
Газета друкується в першій міській друкарні Павлограду — ТОВ «Перша міськдрукарня» (вул. Степового фронту, 11А, м. Павлоград). Виходить щочетверга. Свідоцтво про державну реєстрацію друкованого засобу масової інформації ДП №2232-970ПР.

## Історія
Історія «Степової зорі» почалася у 30-ті роки, на Петропавлівщині, з виходу виробничої газети «Ударник» сільськогосподарського підприємства «Зернорадгосп» (пізніше «Дніпрорадгосп») у селі Новоселівка.
Видавалась газета на одному листі, на двох сторінках, а її першим редактором та батьком став Скрипник Олексій Ілліч.
Пізніше газета мала наступні назви: «Зірка», «За більшовицький колгосп», «За більшовицькі колгоспи». З перших років існування у газеті працювали Петро Лаврієнко, Іван Панасович Щербатенко та Марія Біневська.
З 1939 року газета отримала статус районної та стала друкованим органом Петропавлівського РК КПУ та районної ради депутатів трудящих. Починаючи з 1944 року газета мала назву «Петропавлівська Зоря».
У сорокові роки до роботи у редакції долучилися Сапак Борис Савелійович, Шишкевич М. та Кравченко М.
У 50-х роках газета наповнювалась завдяки Лисенку В., Усову В. та Самохіну Євгену Григоровичу.
З 1963 року газета отримала назву «Степова зірка». Редактором у ті часи був Пироженко Григорій Олексійович, який прийшов з обласної газети «Дніпровська Правда». А вже звичну назву «Степова зоря» газета отримала у 1966 році.
На початку 90-х «Степова зоря» змінила свій статус, ставши районною газетою Петропавлівської районної ради депутатів трудящих та колективу редакції.
На той час газетою займались Родякін Юхим Олексійович та Голубничий Ігор Пилипович.
16 січня 1999 року, уперше, світ побачила «Степова зоря» зверстана на комп'ютері. Раніше газета друкувалась у місцевій друкарні та версталась вручну. Завдяки комп'ютерним можливостям, інформація готувалась та подавалась набагато швидше, з'явилась можливість легко опрацьовувати фотознімки та зображення.
У 2000 році під проводом головного редактора Геннадія Волинкіна працювали журналісти Ліліана Волинкіна, Олексій Кавун, Геннадій Сергієнко, Світлана Аксьонова. Також у 2000-му газета заснувала Кубок «Степової зорі», за який вперше почали змагання футбольні команди Петропавлівського району.
2009 року пішов з життя редактор та журналіст Геннадій Васильович Волинкін. У 2010 році «Степова зоря» стала комунальним підприємством.
З червня 2014 року керівницею та головною редакторкою газети «Степова зоря» стала Ситнік Ірина Сергіївна — молода та амбітна журналістка. У грудні 2018 року було завершено реформування газети. Засновником після реформування є приватне підприємство "Редакція газети «Степова зоря» та трудовий колектив редакції газети.
Реформування відбулося шляхом приватизації членами трудового колективу згідно із Законом України «Про реформування державних і комунальних друкованих засобів масової інформації», який набув чинності 1 січня 2016 року, та мав на меті обмеження впливу органів державної влади та органів місцевого самоврядування на пресу. Процеси реформування мали завершитись до 31 грудня 2018 року.